# Монтгомери, Хью, 1-й граф Эглинтон
Хью Монтгомери, 1-й граф Эглинтон (англ. Hugh Montgomerie, 1st Earl of Eglinton; ок. 1460 — июнь 1545) — шотландский пэр.

## Биография
Родился около 1460 года. Старший сын Александра Монтгомери, 2-го лорда Монтгомери (ум. около 1483), от его жены Кэтрин Кеннеди, дочери Гилберта Кеннеди, 1-го лорда Кеннеди (1405—1489). Его дедом был Александр Монтгомери, 1-й лорд Монтгомери (ум. около 1470). Он сменил своего отца до 29 августа 1483 года. Ему были переданы земли Андроссана и другие поместья семьи 5 июня 1484 года, а 11 октября он аннулировал все действия, совершенные во время его несовершеннолетия. Он был одним из комиссаров, назначенных Ноттингемским договором 22 сентября того же года для разрешения споров в пограничных марках.
Поддержав восстание дворян против короля Шотландии Якова III Стюарта в битве при Сочиберне 1 июня 1488 года, он, по вступлении на престол Якова IV Стюарта, получил прощение за разрушение дома Тернело (Керрилоу) и за все другие преступления, совершенные им до 29 августа. У него также была комиссия по борьбе с преступностью в округах Каррик, Кайл, Эйр и Каннингем.
В следующем 1489 году Хью Монтгомери был выбран тайным советником и назначен констеблем королевского замка Ротсей. 4 июля 1498 года он получил грант бейлиария Каннингема и был назначен камергером города Эрвин. Из-за гранта началась длительная вражда между Монтгомери и Каннингемами, графами Гленкэрна.
Хью Монтгомери получил титул графа Эглинтона между 3 и 20 января 1506 года. Он был одним из тех пэров, которые после битвы при Флоддене 9 сентября 1513 года, в которой был убит король Яков IV Стюарт, встретились в Перте, чтобы организовать коронацию маленького принца Якова V, и был назначен одним из опекунов принца. 28 октября 1515 года он был назначен хранителем острова Литл-Камбре для сохранения дичи, пока король не достигнет совершеннолетия. 2 февраля 1526/1527 года Хью Монтгомери был назначен генеральным судьей северной части Шотландии. Он был одним из лордов, присутствовавших на совете короля в Стерлинге в июне 1528 года, после побега молодого короля от Дугласов. В ноябре того же года его дом Эглинтон был сожжен Уильямом Каннингемом, 4-м графом Гленкэрном, и, поскольку все хартии его земель были уничтожены, король даровал ему новую хартию от 23 января 1528—1529 года.
18 августа 1533 года Патрик Хепберн, 3-й граф Ботвелл, лорд-верховный адмирал Шотландии, назначил его адмиралом-заместителем в пределах Каннингема. Во время отсутствия короля во Франции в 1536 году, чтобы доставить домой его невесту, принцессу Мадлен, он выступал в качестве одного из членов регентского совета.
Хью Монтгомери скончался в июне 1545 года, и ему наследовал графство его внук Хью Монтгомери, 2-й граф Эглинтон (умер в 1546 году).

## Семья
От жены Хелен, третьей дочери Колина Кэмпбелла, 1-го графа Аргайла и Изабель Стюарт, у Хью Монтгомери было шесть сыновей и семь дочерей:
- Александр, мастер Монтгомери, умерший молодым
- Джон, лорд Монтгомери, погиб в стычке на Хай-стрит Эдинбурга под названием «Очистите дамбу» 2 мая 1520 года. Отец Хью Монтгомери, 2-го графа Эглинтона
- сэр Нил из Лэнгшоу (Лейншоу)
- Уильям из Гринфилдп
- Хью, убит в битве при Пинки в 1547 году
- Роберт, первый настоятель Киркмайкла, а затем епископ Аргайла
- Маргарет, замужем за Уильямом Семпиллом, 2-м лордом Семпиллом (ум. 1552)
- Мод, замужем за Колином Кэмпбеллом из Ардкингласа
- Изобель, замужем за Джоном Мьюром из Колдуэлла
- Элизабет, замужем за Джоном Блэром
- Агнес, замужем за Джоном Керсом из Керсленда
- Джанет, замужем за Кэмпбеллом из Сесснока
- Кэтрин, замужем за Джорджем Монтгомери из Скелморли[1].